# Trude Waehner

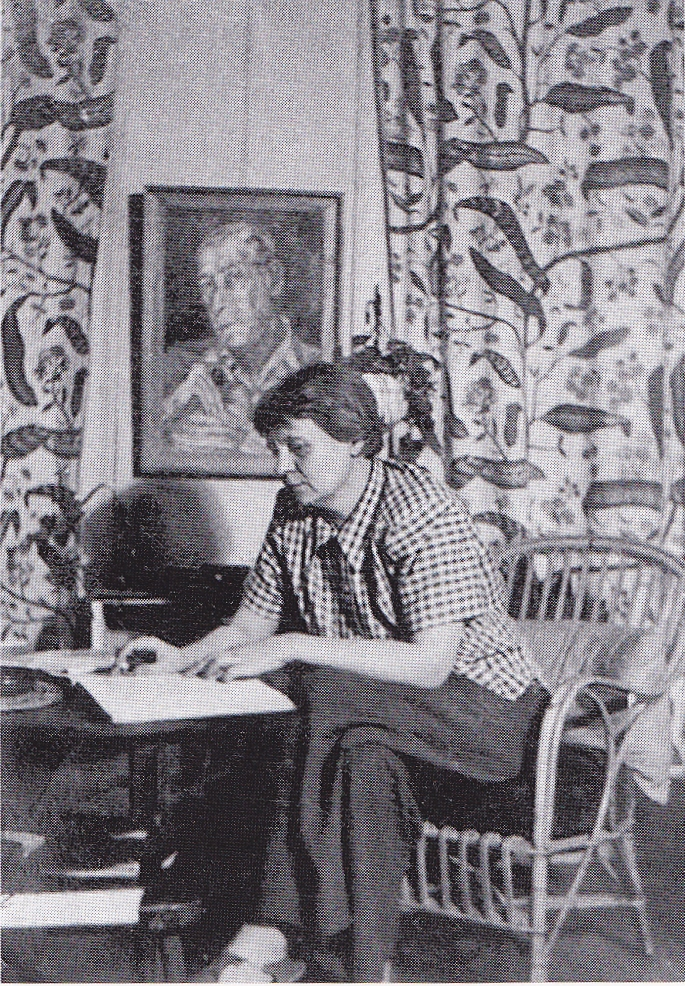
Trude Waehner vor Ölporträt von Josef Frank

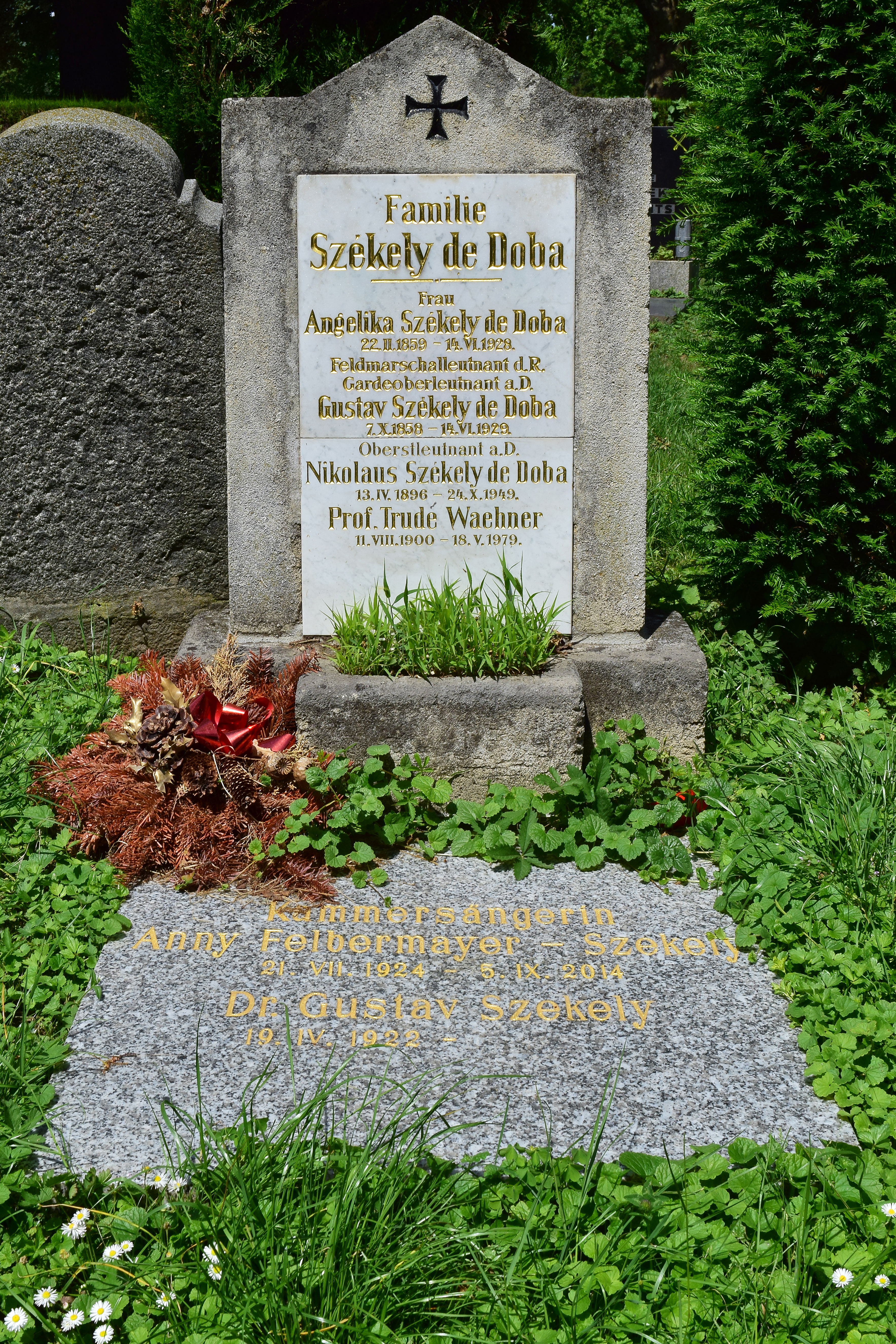
Trude Waehners Grab am Friedhof der Feuerhalle Simmering

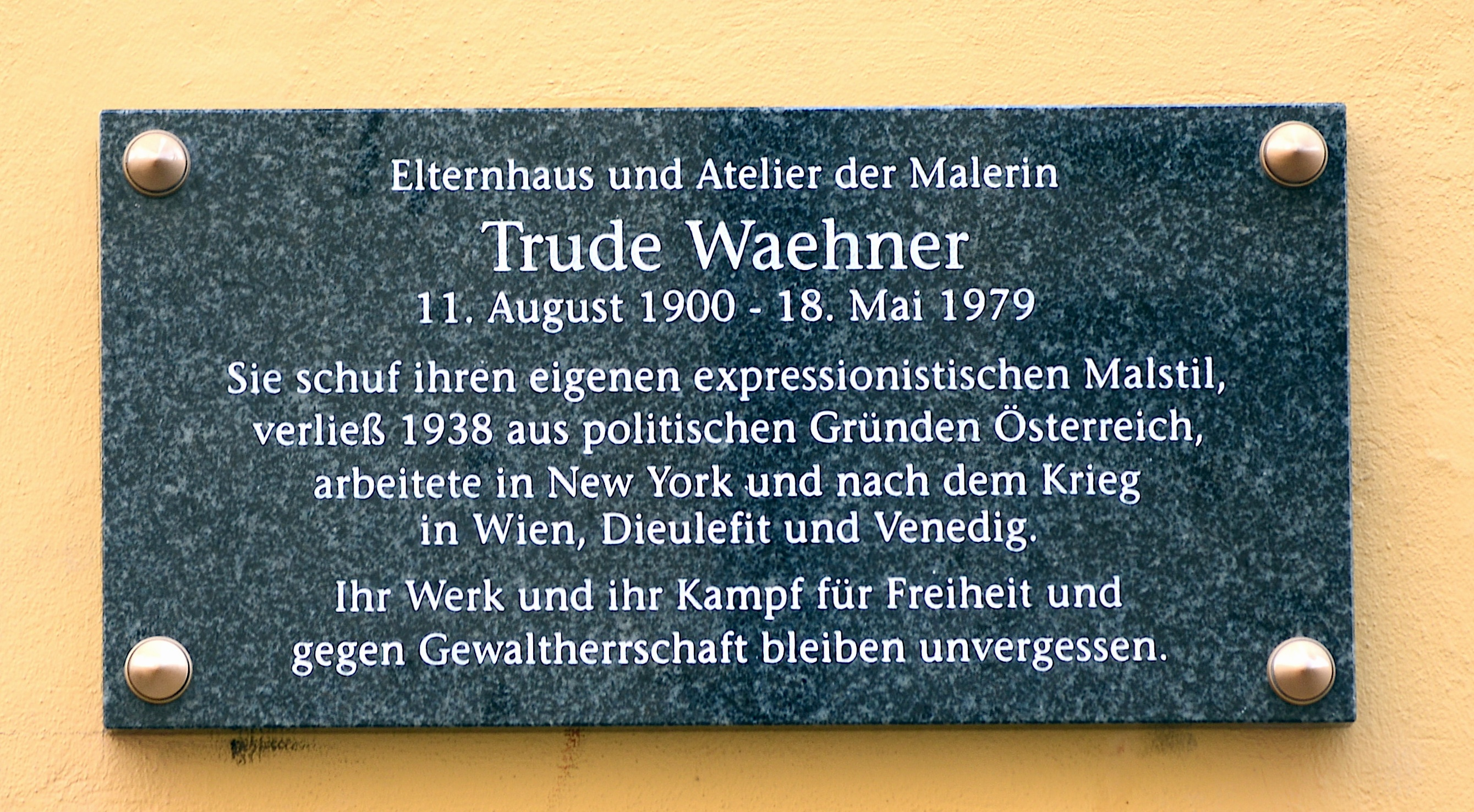
Gedenktafel für Trude Waehner, 1080 Wien, Buchfeldgasse 6

Trude Waehner (geboren 11. August 1900 in Wien, Österreich-Ungarn; gestorben 18. Mai 1979 in Wien) war eine österreichische Malerin.

## Leben und Werk
Gertrude Waehner war die Tochter von Theodor Wähner, Herausgeber der „Deutschen Zeitung“ und Wiener Stadtrat. 
Nach ihrer Matura studierte sie für zwei Jahre an der Akademie für Musik in Wien, dann an der Kunstgewerbeschule. 
In den 1920er-Jahren wurde sie Mitglied der Künstlervereinigungen Hagenbund und Österreichischer Werkbund; ihre Bilder wurden in Wien, Prag, Brünn, Belgrad, Zürich, Stockholm und Paris ausgestellt. Ab 1928 studierte sie am Bauhaus Dessau in der Meisterklasse von Paul Klee, 1932 ging sie nach Berlin, musste aber nach der Machtergreifung Hitlers zurück nach Österreich: Sie hatte sich stets kritisch zum Faschismus geäußert und ihr zweiter Ehemann war jüdischer Abstammung.
Nach dem Anschluss Österreichs an das Deutsche Reich emigrierte Waehner über die Schweiz, Frankreich und England in die Vereinigten Staaten; ihr Atelier in der Buchfeldgasse 6 in der Wiener Josefstadt wurde 1938 von Heimito von Doderer übernommen, der bis 1948 Albert Paris Gütersloh als Untermieter aufnahm. Später musste Doderer das von der Künstlerin auf dem Dachboden gebaute Atelier wieder an sie zurückgeben.
In den USA war Waehner am Sarah Lawrence College in New York und am Moravian Seminary and College for Women in Pennsylvania tätig. Neben ihrem Malen, Ausstellungen und Kunstunterricht arbeitete sie auch wissenschaftlich an der Analyse der Formen in der Kunst.
Nach dem Krieg lebte sie von Wien aus in Südfrankreich (Dieulefit) und Venedig. In Dieulefit und Umgebung entstanden Landschaftsbilder und Porträts. In Italien hatte sie viele Ausstellungen – eine davon füllte einen ganzen Palazzo in Reggio Emilia. Ihre rege Holzschnitt-Tätigkeit begann mit ihrem Aufenthalt in Venedig.
In ihren späten Jahren fand ein für eine alte Frau sehr mutiger Beitrag zur Wiederherstellung der Demokratie in Franco-Spanien statt.
Trude Waehner ist im Familiengrab auf dem Friedhof der Feuerhalle Simmering (Abt. 1, Ring 3, Gruppe 2, Nr. 46) bestattet, wo auch Anny Felbermayer ihre letzte Ruhe fand.

## Auszeichnungen und Ehrungen
Am 8. September 2015 wurde in Wien-Josefstadt (8. Bezirk) am Haus Buchfeldgasse 6, worin sich das Atelier der Künstlerin befunden hatte, für Trude Waehner eine Gedenktafel enthüllt; 2019 wurde in der Josefstadt der Trude-Waehner-Platz nach ihr benannt.

## Galerie

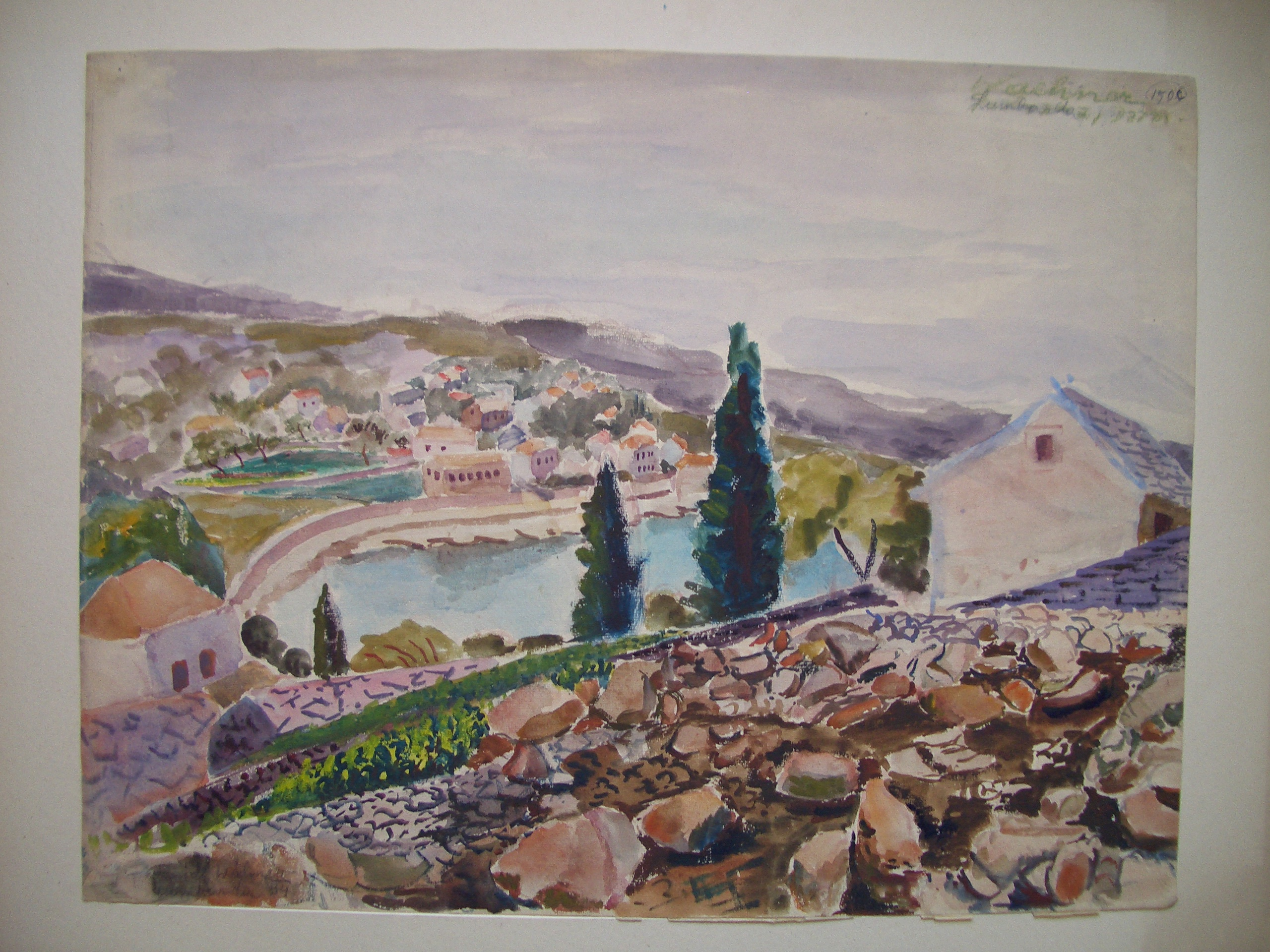
Lumbarda Ort II
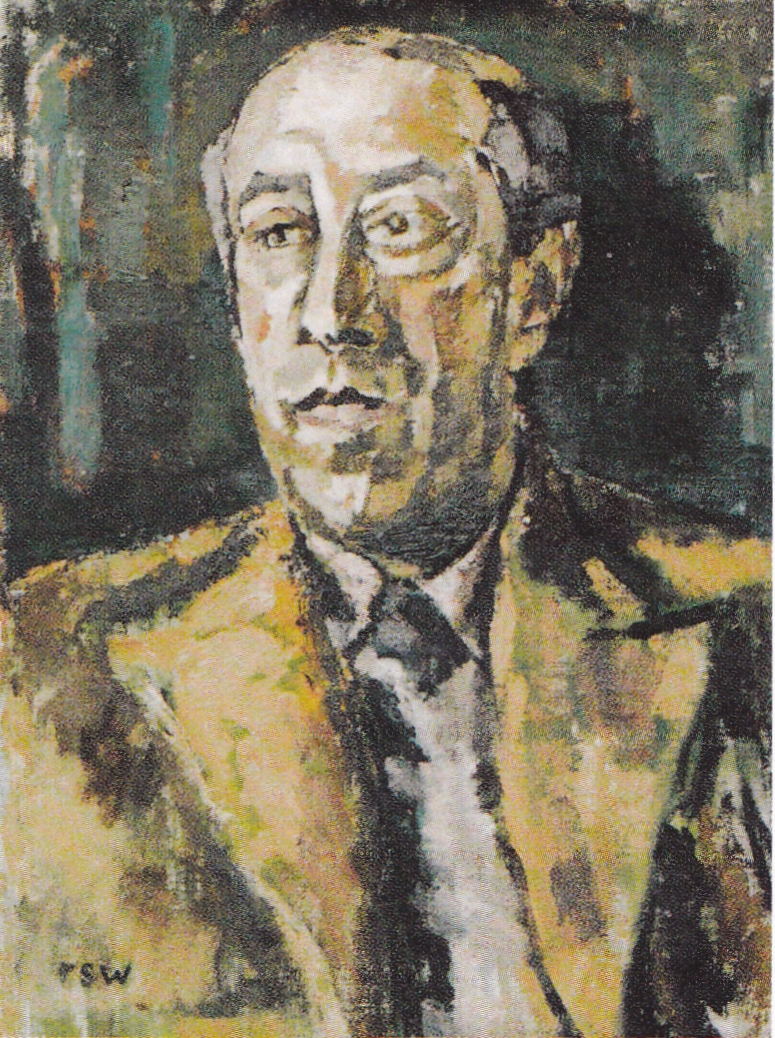
Josef Frank 1934
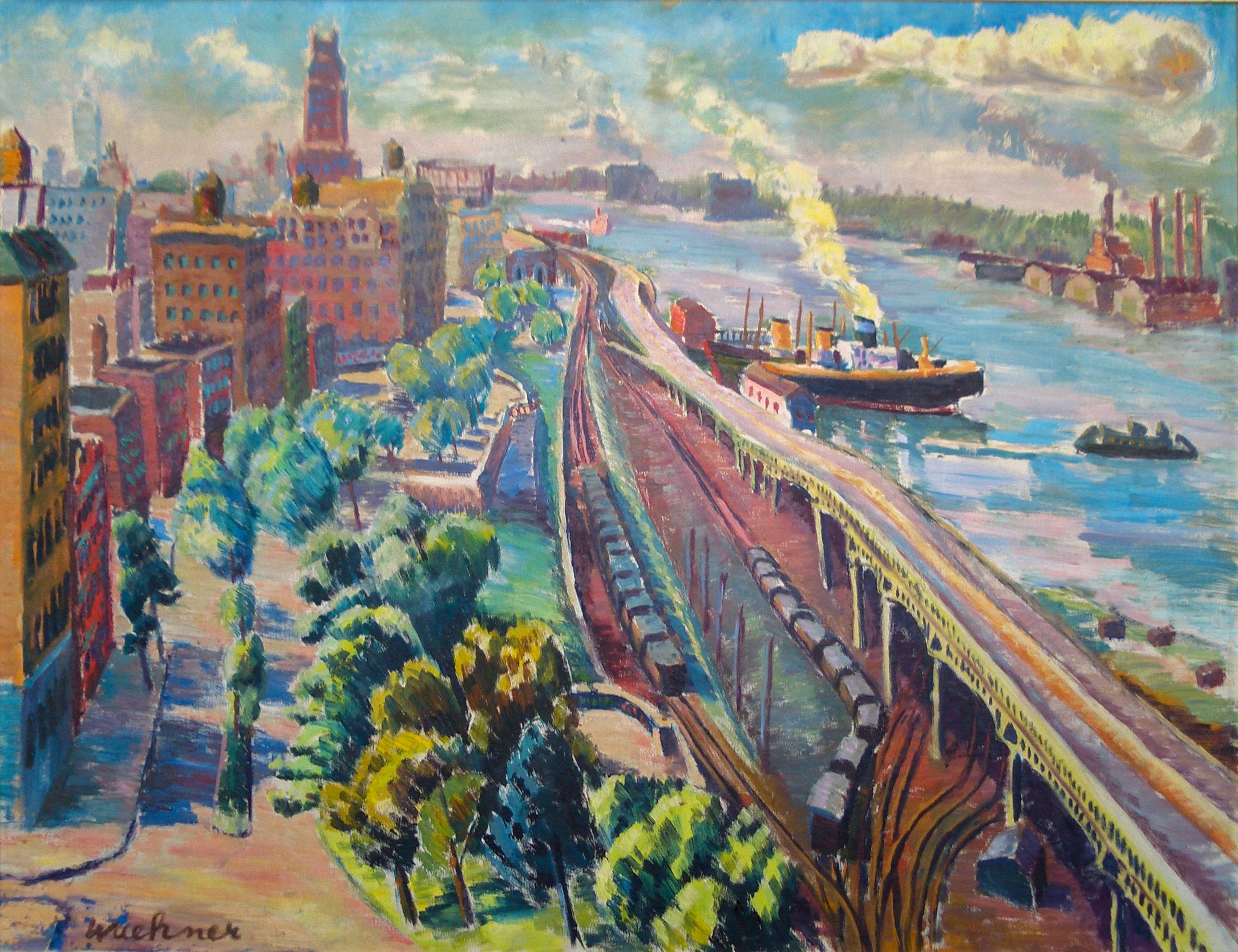
Riverside Drive
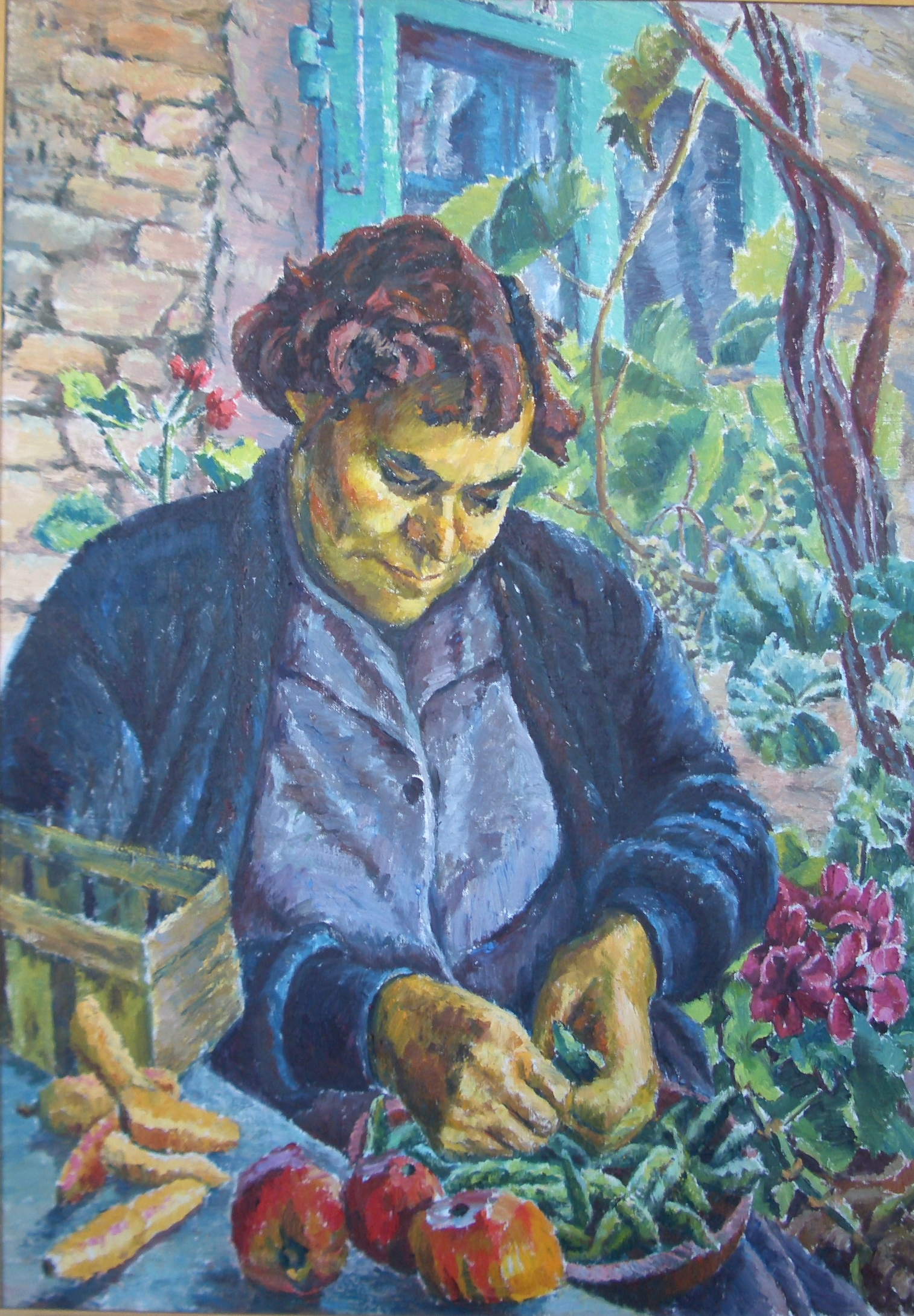
Mme. Augier
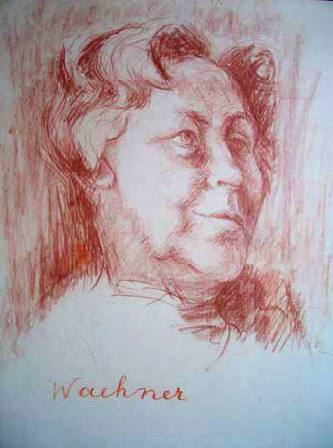
Poldi Kurz
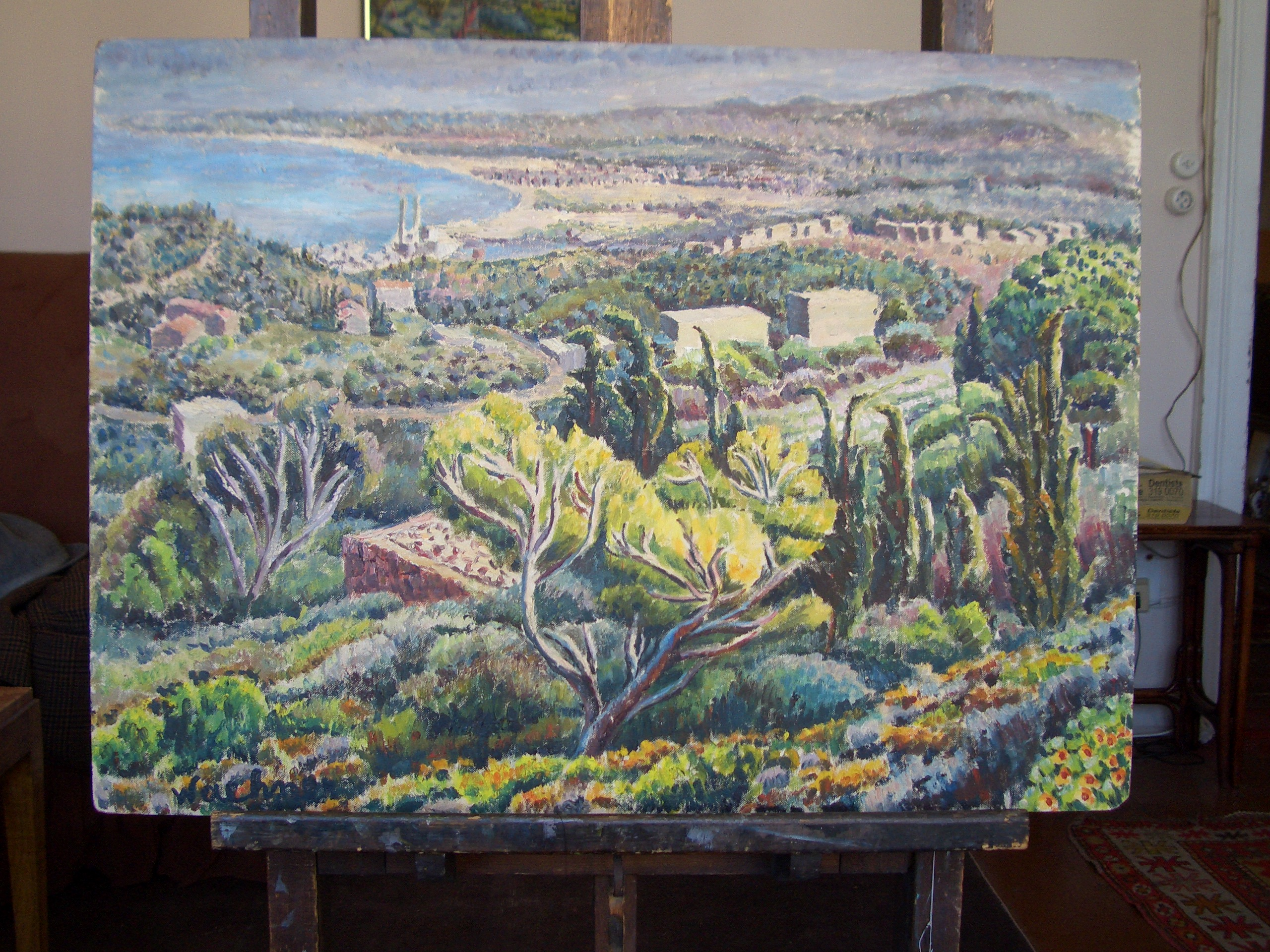
Haifa von Mount Carmel II
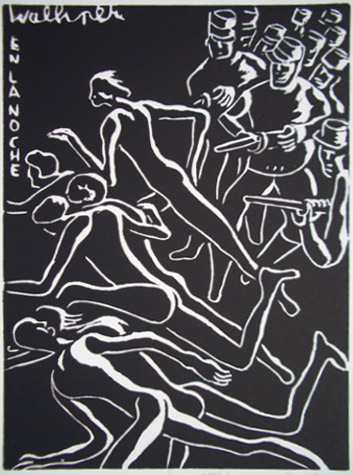
En la noche
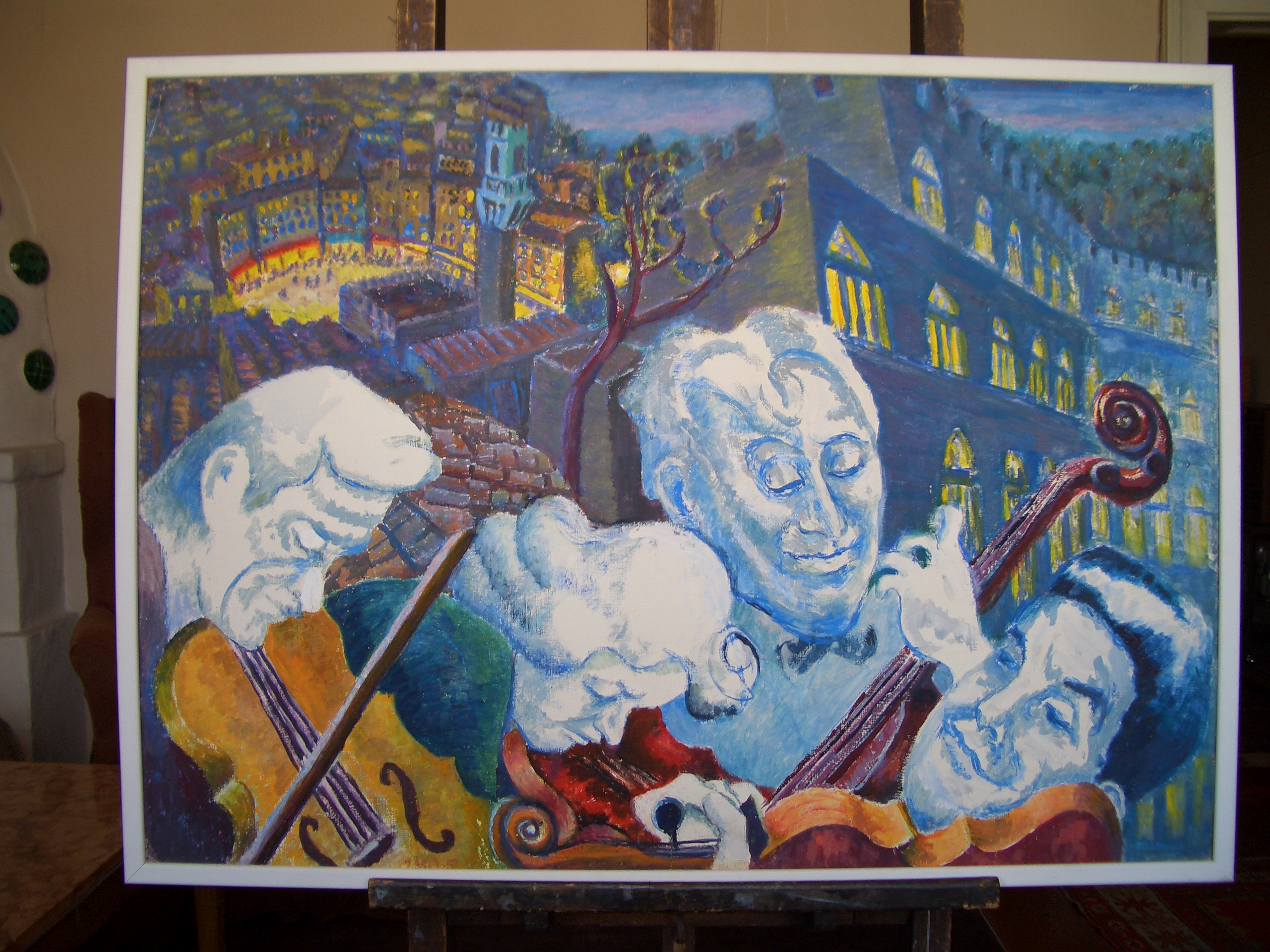
Quartetto Italiano in Siena